# Домузлянский под
Домузлянский под (устар. Долина Домузлы, устар. Падъ Мал. Домузлянскій и Падъ Бол. Домузлянскій; укр. Домузлинський під, укр. Домузлянський под) — понижение рельефа (под) на границе Херсонской и Запорожской областей Украины. Находится вблизи сёл Новосемёновка и Украинское Генического района. На берегу также располагался хутор Домузлы/Домузла. В Домузлянский под впадает река Большая Калга.
Домузлянский под имеет овальную форму. Вытянут с северо-запада на юго-восток. Длина пода составляет не менее 12 км, ширина около 7—8 км, глубина 10—11 м. Склоны шириной до 1 км, крутизной до 10°. Высота над уровнем моря — 28,4 м.
Домузлянский под является остатком одного из рукавов древней дельты Днепра ледниковой эпохи. Углубление образовалось из-за проседания лёссов, залегающих на песчано-глинистых отложениях. Во время весеннего паводка и летних ливней Домузлянский под затапливается водой. Сохранились целинные участки луговой растительности, произрастает пырей подовый и щёлочно-болотное разнотравье.